# Orectognathus robustus
Orectognathus robustus är en myrart som beskrevs av Taylor 1977. Orectognathus robustus ingår i släktet Orectognathus och familjen myror. Inga underarter finns listade i Catalogue of Life.